# Loris Loddi
Loris Loddi (ur. 3 grudnia 1957 w Rzymie) – włoski aktor i aktor głosowy.

## Filmografia[2][3]
- 1963: Kleopatra jako 4-letni Cezarion
  - Ercole sfida Sansone jako Iro
  - Maciste, l'eroe più grande del mondo
- 1964: Maciste nelle miniere di re Salomone
- 1965: 100.000 Dollari per Ringo jako Sean Cluster
  - L'uomo dalla pistola d'oro jako Bob O’Connor
- 1966: Un fiume di Dollari jako Tim Brewster
  - Deguejo jako chłopiec
  - Johnny Oro jako Stan Norton
- 1968: Człowiek zwany Ciszą jako cichy chłopiec
- 1985: Zaklęta w sokoła jako Jehan
  - 7, Hyden Park: la casa maledetta
  - Un delitto poco comune
- 1995: Mojżesz jako oficer
- 1999: Excellent Cadavers
- 2002: Biblia. Apokalipsa świętego Jana jako Starszy
- 2006: Don Matteo jako Marcello
- 2009: The International jako szef sztabu
- 2021: Dom Gucci jako sędzia
- 2024: Konklawe jako kardynał Villanueva